# Trizocheles perplexus
Trizocheles perplexus är en kräftdjursart som beskrevs av Forest 1987. Trizocheles perplexus ingår i släktet Trizocheles och familjen Pylochelidae. Inga underarter finns listade i Catalogue of Life.